# Pisachoides brasiliensis
Pisachoides brasiliensis är en insektsart som beskrevs av William Lucas Distant 1908. Pisachoides brasiliensis ingår i släktet Pisachoides och familjen dvärgstritar. Inga underarter finns listade i Catalogue of Life.